# Miran Tepeš
Miran Tepeš (n. 25 aprilie 1961, Ljubljana, Republica Socialistă Slovenia, RSF Iugoslavia) este un săritor cu schiurile ce a reprezentat Slovenia, medaliat olimpic. A participat la o ediție a Jocurilor Olimpice (1988) în care a câștigat o medalie de argint.

## Participări
Lista de mai jos prezintă principalele competiții la care a participat Miran Tepeš de-a lungul carierei.
- ski jumping at the 1988 Winter Olympics – large hill team[*]